# 羅克布里奇縣 (維吉尼亞州)
羅克布里奇县（英語：Rockbridge County）是美国弗吉尼亚州西部雪倫多亞河谷中的一個縣，面積1,557平方公里。根據2020年美國人口普查，共有人口22,650人。縣治列克星敦。羅克布里奇縣完全包围了布尤納維斯塔和列克星敦两个獨立市。
該縣成立於1777年10月20日，1778年3月1日生效；縣名來錫達河 （Cedar Creek）上的石灰岩天生橋。